# Thunbergia (hémiptère)
Pour les articles homonymes, voir Thunbergia.
Genre
Thunbergia est un genre d'insectes hétéroptères (« punaises ») de la famille des Lygaeidae, morphologiquement proche des genres Arocatus et Caenocoris (au sein duquel il était autrefois inclus).

## Création
Le genre est créé par Géza Horváth en 1914, comme sous-genre du genre Caenocoris, pour l'espèce Caenocoris (Thunbergia) marginatus, en hommage à Carl Peter Thunberg, le premier à avoir décrit l'espèce.

## Nom préoccupé
Lors de l'érection du genre en 1914, le nom est préoccupé par le genre végétal Thunbergia de la famille des Acanthaceae, qui fait également référence au naturaliste suédois.

## Liste d'espèces
- Thunbergia augur (Stal, 1865)
- Thunbergia dentifer (Breddin, 1901)
- Thunbergia floridulus (Distant, 1918)
- Thunbergia grisescens (Breddin, 1901)
- Thunbergia marcida Slater Alex, 1985
- Thunbergia marginatus (Thunberg, 1822) (type)
- Thunbergia maximus (Breddin, 1901)
- Thunbergia montandoni (Bergroth, 1894)
- Thunbergia nigriceps (Breddin, 1901)
- Thunbergia pontifex (Bergroth, 1924)
- Thunbergia rufifemur Slater Alex, 1985
- Thunbergia sanguinarius (Stal, 1870)
- Thunbergia schultheissi (Breddin, 1901)
- Thunbergia torridus (Distant, 1918)
- Thunbergia tumida Slater Alex, 1978